# Saint-Sixte (Loire)
Saint-Sixte is een gemeente in het Franse departement Loire (regio Auvergne-Rhône-Alpes) en telt 583 inwoners (1999). De plaats maakt deel uit van het arrondissement Montbrison.

## Geografie
De oppervlakte van Saint-Sixte bedraagt 15,2 km², de bevolkingsdichtheid is 38,4 inwoners per km².
De onderstaande kaart toont de ligging van Saint-Sixte (Loire) met de belangrijkste infrastructuur en aangrenzende gemeenten.

## Demografie
Onderstaande figuur toont het verloop van het inwonertal (bron: INSEE-tellingen).